# Qal'at al-Bahrain
Qal'at al-Bahrain (àrab: قلعة البحرين, qalʿat al-Baḥrayn) és un jaciment arqueològic a la governació Nord de Bahrain. Està inscrit a la llista del Patrimoni de la Humanitat de la UNESCO des del 2005.
És un turó artificial creat per l'home que va ser habitat des de l'any 2300 aC fins a l'any 1700, aproximadament. Entre altres coses, va ser una vegada la capital de la civilització Dilmun, i va servir posteriorment com un fortalesa portuguesa.